# 馬山綜合運動場
馬山綜合運動場（韓語：마산종합운동장）曾是一座位於韓國庆尚南道昌原市迪多用途運動場。運動場能容納21,484名觀眾 The stadium opened in 1982，由室內體育館、游泳池、網球場等附屬設施組成，現主要用作足球比賽。
運動場於2016年被拆卸。

## 圖庫

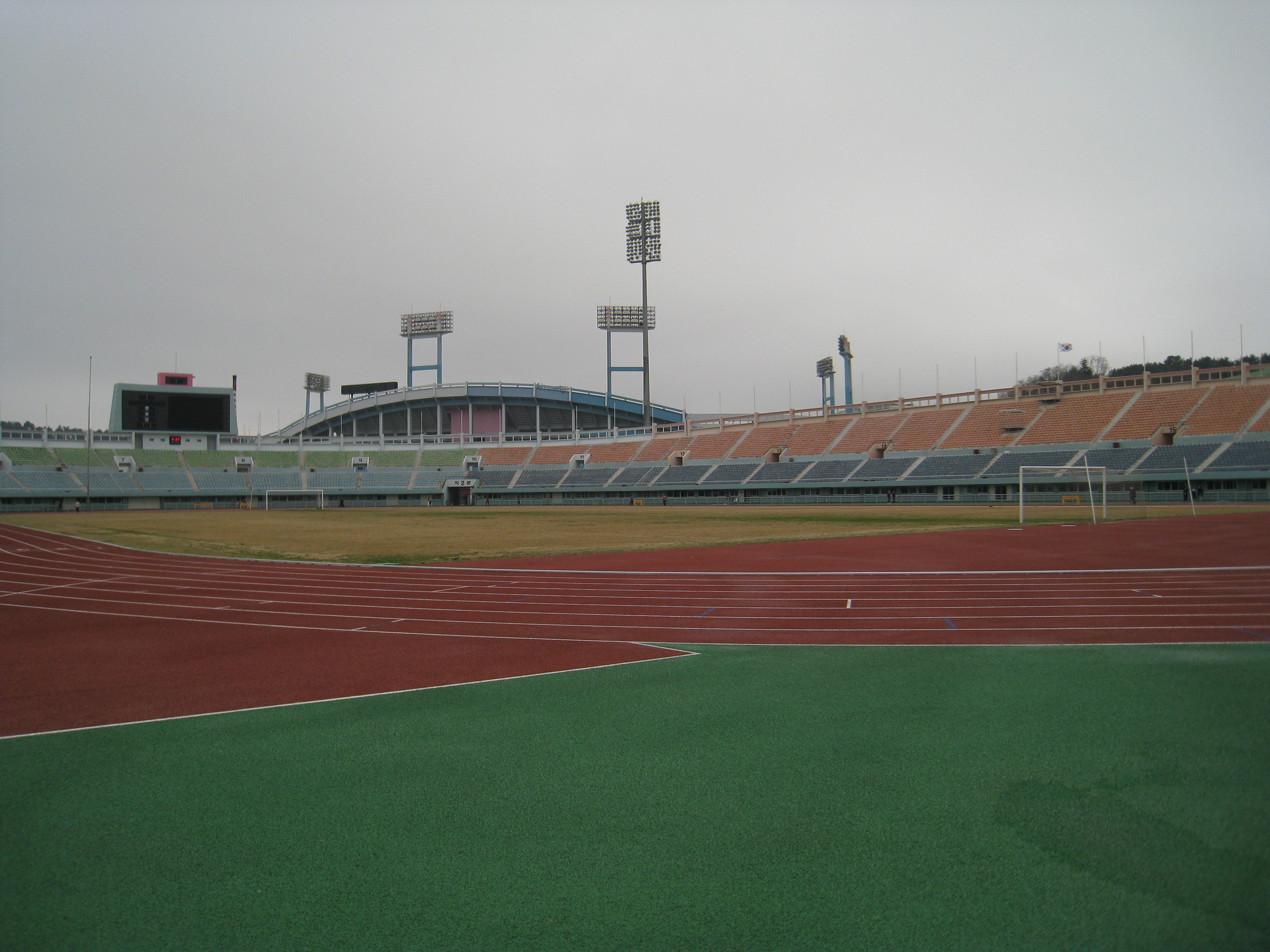
運動場內部
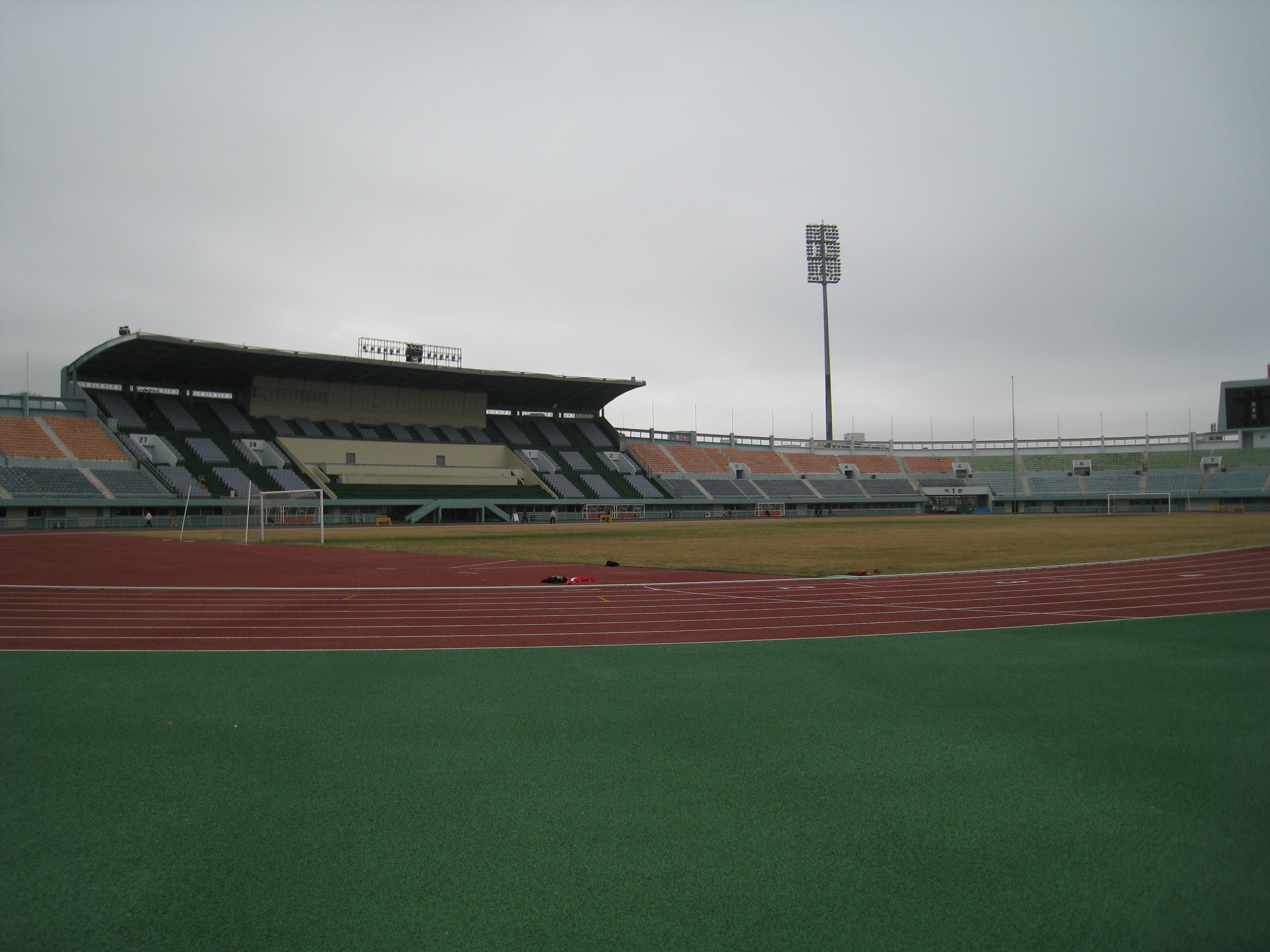
運動場內部

## 外部連結
- Gyeongnam Sports Facilities Management Center[永久] （韓語）
- Masan Stadium （俄語）
- World Stadiums

35°13′21″N 128°34′55″E / 35.222475°N 128.581946°E